# 烏川 (利根川水系)

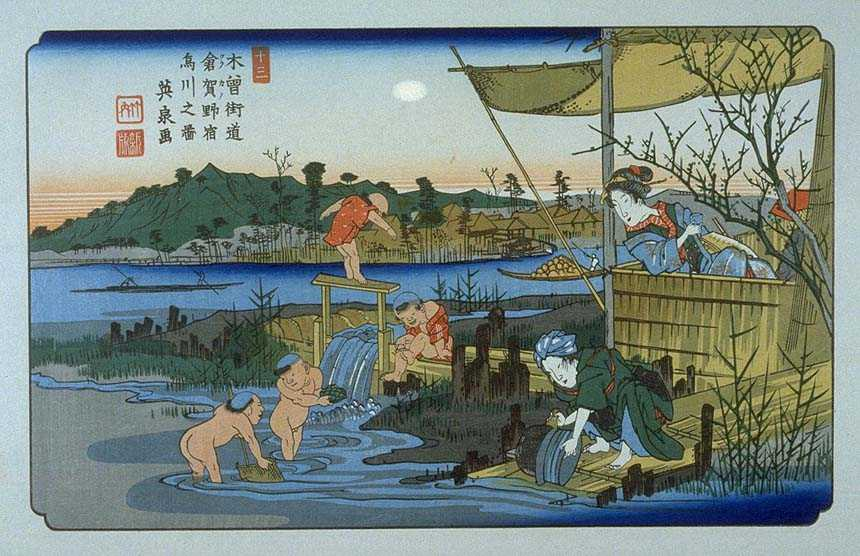
烏川が流れる倉賀野宿を描いた浮世絵（木曾街道六拾九次倉賀野、渓斎英泉）

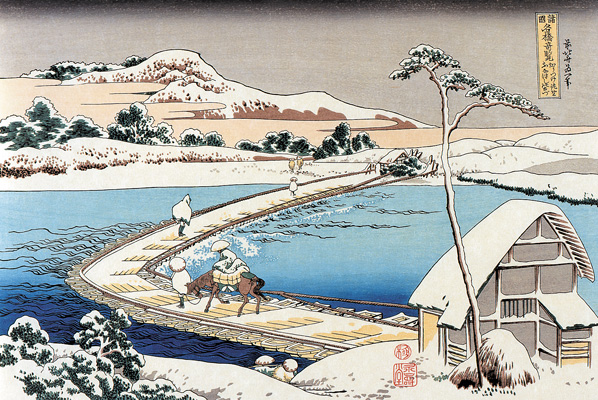
葛飾北斎諸国名橋奇覧よりかうつけ佐野ふなはしの古づ
万葉集の歌枕「佐野の舟橋」に因んだもの

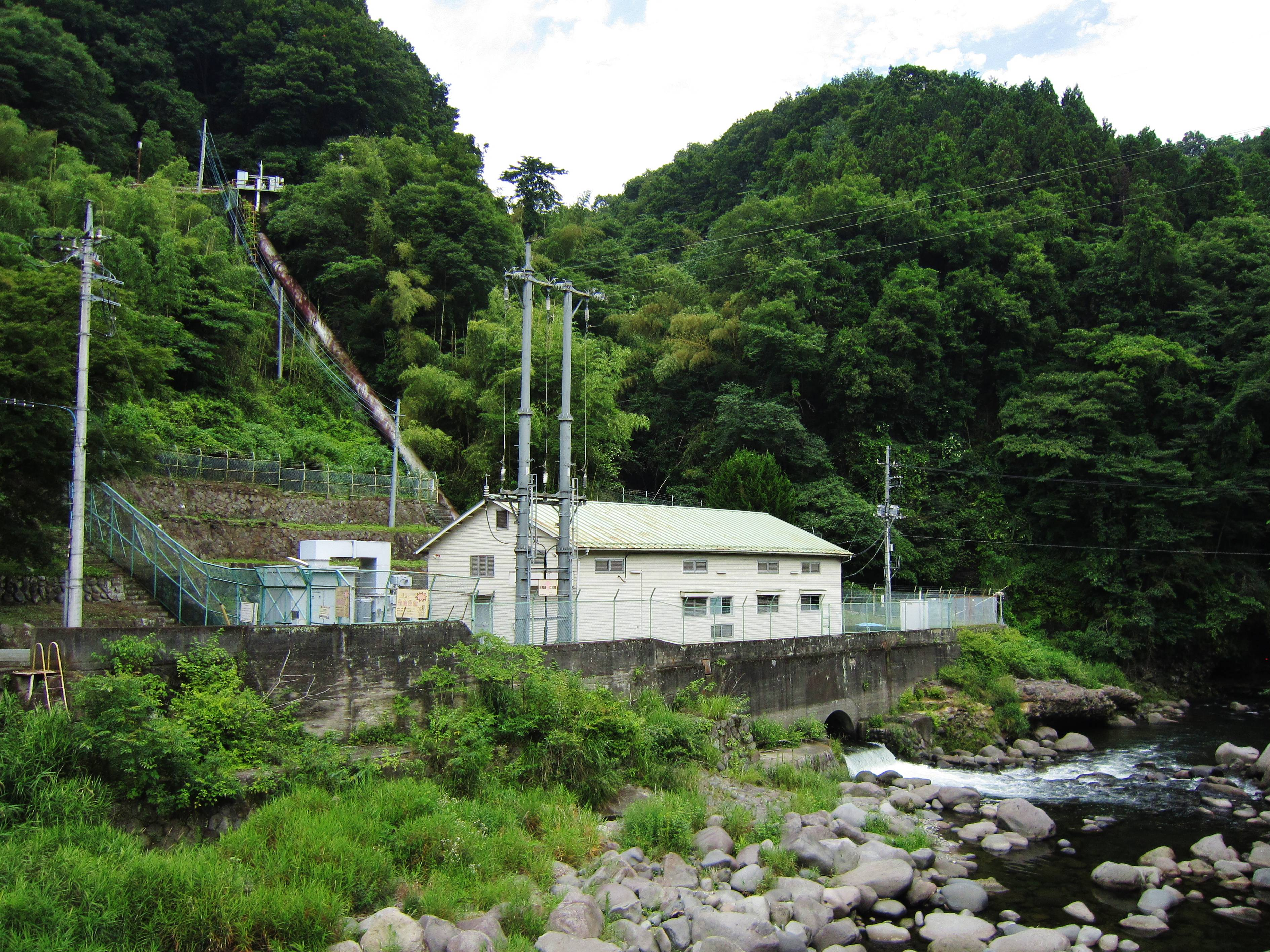
室田発電所

烏川（からすがわ）は、主に群馬県高崎市を流れる利根川水系の一級河川。利根川の左支川であり、群馬県西部、いわゆる西毛地域のほとんどを流域に持つ川である。

## 地理
群馬県と長野県の県境に位置する鼻曲山に源を発し、榛名山の西と碓氷丘陵の東の境を東南方向に流れる。その後、高崎市下豊岡町付近で碓氷川、高崎市阿久津町付近で鏑川を、さらに佐波郡玉村町と埼玉県児玉郡上里町の境界付近で神流川を合わせる。そこから僅かの間、群馬県・埼玉県の県境を成し、利根川に合流する。支川・鏑川の上流域（南牧川上流の馬坂川および熊倉川）は長野県佐久市に属する。

## 名称
名前の由来は諸説あり、水源の地形が唐臼に似ており「カラウス川」と呼ばれていたとの説、烏が傷ついた日本武尊をこの川の水源に導いて救ったからとの説などがある。

## 流域の自治体
群馬県
高崎市、藤岡市、佐波郡玉村町
長野県
佐久市
埼玉県
児玉郡上里町、本庄市

## 支川
- 相間川
- 榛名川
- 滑川
- 駒寄川
- 榛名白川
- 佐賀野川
- 天神川
- 藤川
- 碓氷川
- 雁行川
- 鏑川
- 井野川
- 温井川
- 神流川

## 河川施設
- 倉渕ダム（建設凍結中）
- 坂本ダム（碓氷川）
- 道平川ダム（鏑川）
- 上野ダム（神流川）
- 下久保ダム（神流川）
- 神水ダム（神流川）

## 橋梁
- 広鈴橋（高崎市道高芝烏口線）
- 滝上橋（高崎市道月並線）
- 蛇淵橋（高崎市道月並線）
- 川浦橋（群馬県道54号長野原倉渕線）
- 上ノ山橋（高崎市道梨子本上ﾉ山線）
- 明神橋（群馬県道54号長野原倉渕線）
- 川田橋（群馬県道33号渋川松井田線）
- 烏川橋（高崎市道石津本丸線）
- 水沼橋（群馬県道125号一本木平小井戸安中線）
- 相吉橋（高崎原ノ谷戸相吉線）
- 烏川橋（群馬県道48号下仁田安中倉渕線）
- 森下橋（国道406号）
- 立志橋（高崎市道榛名-1-2号線）
- 昭和橋（群馬県道211号安中榛名湖線）
- 烏川橋梁（北陸新幹線）
- 中川原橋（群馬県道137号箕郷板鼻線）
- 榛名令和大橋（群馬県道10号前橋安中富岡線 西毛広域幹線道路高崎西工区）
- 町屋橋（群馬県道10号前橋安中富岡線）
- 環状大橋（高崎市道高崎環状線）
- 烏川橋梁（信越本線）
- 君が代橋（国道18号豊岡バイパス）
- 和田橋（群馬県道49号藤木高崎線）
- 聖石橋（群馬県道・埼玉県道71号高崎神流秩父線）
- 城南大橋（群馬県道・埼玉県道71号高崎神流秩父線）
- 烏川橋梁（上信電鉄上信線）
- 佐野橋（高崎市道I255号線）
- 一本松橋（高崎市道東部縦貫道線）
- 烏川橋梁（上越新幹線）
- 共栄橋（群馬県道173号金井倉賀野停車場線）
- 烏川橋梁（高崎線）
- 新柳瀬橋（国道17号倉賀野バイパス）
- 柳瀬橋（群馬県道・埼玉県道13号前橋長瀞線）
- 烏川大橋（藤岡市道107号線）
- 烏川橋（関越自動車道）
- 岩倉橋（群馬県道40号藤岡大胡線）

## 災害史
- 1935年（昭和10年）9月24日から26日 - 台風接近に伴う集中豪雨があり、烏川流域で氾濫。多数の死者を出し、河川工事が進められる契機となった（烏川災害）[4]。